# Javorolisna platana
Javorolisna platana (hibridna platana, londonska platana; lat. Platanus × hispanica), umjetni hibrid između vrsta P. orientalis i P. occidentalis
Danas se najviše uzgaja po Europi i Sjevernoj Americi, te na jugu Afrike, Australiji i Novom Zelandu
Naraste od 20 do 30 metara visine, a ponekad i preko 40 metara.

## Sinonimi
- Platanus × acerifolia (Aiton) Willd.
- Platanus × cantabrigensis A.Henry
- Platanus × cuneata Willd.
- Platanus × hybrida Brot.
- Platanus orientalis var. acerifolia Aiton
- Platanus × parviloba A.Henry

## Vanjske poveznice
|  | Zajednički poslužitelj ima stranicu o temi Platanus × hispanica    |
|  | Zajednički poslužitelj ima još gradiva o temi Platanus × hispanica |
|  | Wikivrste imaju podatke o taksonu Platanus × hispanica             |